# Izydor (Nikolski)
Izydor, imię świeckie Jakow Siergiejewicz Nikolski (ur. 20 września?/1 października 1799 w Nikolskim, zm. 26 sierpnia?/7 września 1892 w Petersburgu) – rosyjski biskup prawosławny.

## Życiorys
Urodził się w rodzinie prawosławnego diakona, jednak ojca stracił jako kilkumiesięczne dziecko. W 1821 ukończył seminarium duchowne w Tule jako najlepszy student w swoim roczniku, co pozwoliło mu kontynuować studia teologiczne w Petersburskiej Akademii Duchownej. W 1825 uzyskał dyplom tejże uczelni i 22 sierpnia tego samego roku złożył wieczyste śluby zakonne przed rektorem akademii, biskupem Grzegorzem (Postnikowem). 29 sierpnia w soborze Kazańskiej Ikony Matki Bożej w Petersburgu został wyświęcony na hierodiakona, zaś 5 września na hieromnicha.
W 1826 uzyskał tytuł magistra teologii. W latach 1825–1829 był bibliotekarzem Petersburskiej Akademii Duchownej. W 1829 otrzymał godność archimandryty i został wyznaczony na przełożonego monasteru Świętych Piotra i Pawła w Mceńsku oraz rektora seminarium duchownego w Orle. Po czterech latach przeniesiony na analogiczne stanowisko w seminarium moskiewskim; został również przełożonym Monasteru Zaikonospasskiego. 11 listopada 1834 w Monasterze Czudowskim został wyświęcony na biskupa dmitrowskiego, wikariusza eparchii moskiewskiej, z rekomendacji metropolity moskiewskiego Filareta. Tradycyjnie łączył urząd z kierowaniem monasteru św. Sawy Storożewskiego.
W 1837 mianowany biskupem połockim i witebskim. Na terenie swojej eparchii działał na rzecz nawracania unitów na prawosławie, w ścisłej współpracy z władzami świeckimi. Rozwinął szeroką działalność na rzecz urządzania nowych cerkwi. W Połocku pozostawał do 1840, gdy został przeniesiony do eparchii mohylewskiej, gdzie w podobnym duchu działał na rzecz ostatecznej likwidacji unii (zniesionej rok wcześniej na mocy postanowień synodu połockiego). W 1841 otrzymał godność arcybiskupią.
W latach 1844–1858 sprawował urząd egzarchy Gruzji, arcybiskupa kartlińskiego i kachetyńskiego (od 1856 – metropolity), doprowadzając do znacznego ożywienia życia religijnego na ziemiach gruzińskich.
1 marca 1858 objął katedrę kijowską i halicką. Po dwóch latach został przeniesiony do Petersburga z tytułem metropolita nowogrodzki, petersburski i fiński.
W swojej korespondencji wielokrotnie wyrażał pogląd, iż prawosławie w Rosji jest zagrożone przez wpływy zachodnie. Sprzeciwiał się projektowanym reformom ustroju wewnętrznego Kościoła i jego szkolnictwa.
Wymienioną godność pełnił do śmierci w 1892, która nastąpiła po kilkumiesięcznej chorobie.